# Szén-pentaoxid
A szén-pentaoxid vagy szén-pentoxid a szén egyik instabil oxidja. Előállítását és tanulmányozását nagyon alacsony (kriogén) hőmérsékleten végzik. Fontos molekula a légkörkémiai folyamatokban, valamint a Naprendszer külső részében, illetve a csillagközi térben levő fagyott anyag tanulmányozásában. Képződhetett és jelen lehet a külső Naprendszerben található Ganymedes vagy Triton holdakon. A molekula C2 szimmetriájú. Öt tagú gyűrűjét négy oxigén- és egy szénatom alkotja, az ötödik oxigén a szénatomhoz kapcsolódik kettős kötéssel. Szerkezetére elméleti számításokkal tettek javaslatot. Az ötszög nem szabályos, oldalhosszúságai és belső szögei különbözőek. A szénatomhoz nem kapcsolódó oxigénatom közötti kötéstávolság 140,6 nm, míg az ilyen atomok és a szénhez kapcsolódó oxigén között 145,7 nm. A szén–oxigén kötéshossz 137,6 nm, míg a szén–oxigén kettős kötés a legrövidebb, 118,0 nm. Az O–O–O kötésszög 100,2°, az O–O–C kötésszög 109,1°. Az O–C–O kötésszög 125,4°.

## Előállítása
Kriogén eljárással fagyasztott szén-dioxid 5 kV-os elektronokkal történő besugárzásával állították elő. A reakciómechanizmus szerint szén-tetraoxid reagál egy oxigénatommal, melynek során 17,0 kJmol-1 energia szabadul fel. Az ózonból és szén-dioxidból történő előállítása energetikailag kedvezőtlen, 165,6 kJmol-1-t igényel, és a szén-trioxid dioxigénnel történő reakciójához is 31,6 kJmol-1 lenne szükséges.

## Tulajdonságai
Rezgési infravörös hullámszámai közül – a leggyakoribb, 12C16O5 izotopológra – a legjellemzőbb a ν1 1912 cm-1. Lehetséges bomlási módjai szén-dioxid és ózon, vagy szén-monoxid és oxigén, vagy szén-trioxid és oxigén keletkezése. A szén-pentaoxid kevésbé illékony a szén-dioxidhoz képest, mintegy 106 K hőmérsékletig stabil és szilárd halmazállapotú marad.
Másik lehetséges szerkezete – jelölése C2v – spirogyűrűs, melyben a szénatomon keresztül egy négy- és egy háromtagú gyűrű kapcsolódik egymásba merőlegesen. Ez a szerkezet a C2 izomerhez képest 166 kJmol-1 többletenergiával rendelkezik, így keletkezése kevésbé valószínű. Ezt az izomert még nem mutatták ki.

## Fordítás
Ez a szócikk részben vagy egészben  a   Carbon pentoxide című angol Wikipédia-szócikk ezen változatának fordításán alapul.  Az eredeti cikk szerkesztőit annak laptörténete sorolja fel. Ez a jelzés csupán a megfogalmazás eredetét és a szerzői jogokat jelzi, nem szolgál a cikkben szereplő információk forrásmegjelöléseként.